# Niemyje-Ząbki
Niemyje-Ząbki – wieś w Polsce położona w województwie podlaskim, w powiecie bielskim, w gminie Rudka.
W latach 1975–1998 miejscowość administracyjnie należała do województwa białostockiego.
W 2011 miejscowość zamieszkiwało 89 osób.
Wierni kościoła rzymskokatolickiego należą do parafii Matki Bożej Królowej Polski w Niemyjach Nowych.